# Social kognition
Social kognition er et begreb som dækker over de kognitive processer, der ligger til grund for social interaktion. Disse indebærer en persons evne til at opfange, fortolke og reagere på andre menneskers intentioner og adfærd.

## Fodnoter
1. ↑  Green MF, Oliver B, Crawley JN et al. Social cognition in Schizophrenia: Recommendations form the Measurement and Treatment Research to Improve Cognition in Schizophrenia. New Approaches Conference. Schizophr Bull 2005; 31(4):882-7

| Psi | Spire Denne artikel om psykologi er en spire som bør udbygges. Du er velkommen til at hjælpe Wikipedia ved at udvide den. |